# Cephalaspis
Cephalaspis, del griego clasico κεφαλή (kephalḗ), "cabeza", y ἀσπίς (aspís), "escudo", es un género extinto de peces agnatos de la clase Osteostraci,  tenían el tamaño de una trucha y estaban protegidos por una armadura. Eran peces detritívoros que vivieron en las aguas dulces de los arroyos y en los estuarios del período Devónico en la Europa occidental.

## Anatomía y morfología

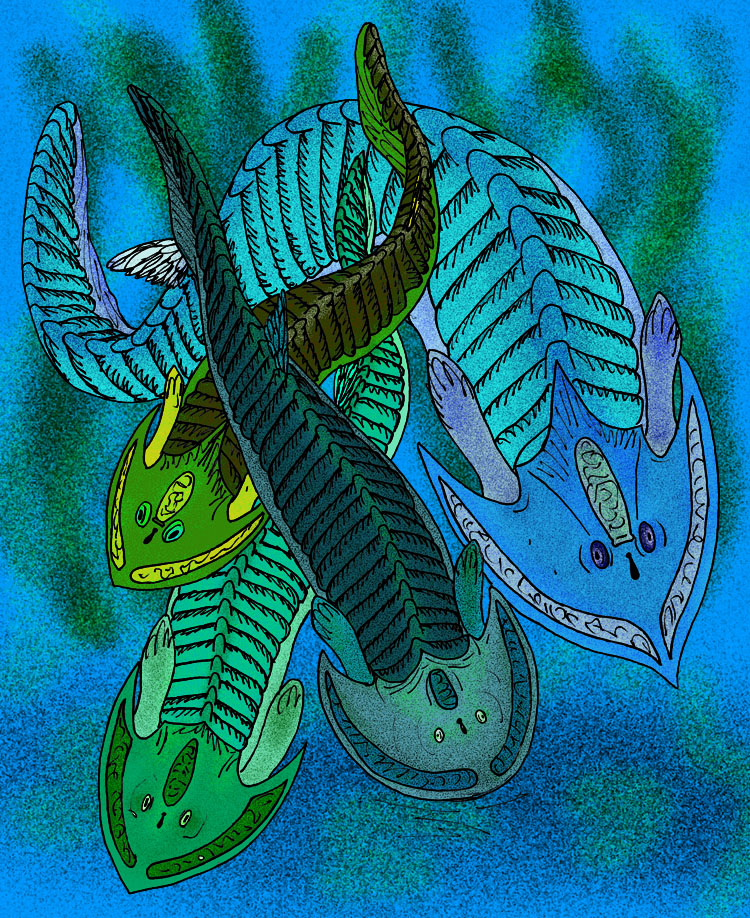
Cephalaspis whitei, C. lyelli, C. poweri and C. magnificans

Como sus inmediatos ancestros osteostráceos, Cephalaspis estaba fuertemente acorazado, presumiblemente para defenderse de los predadores placodermos y euriptéridos y, probablemente, para servir como una fuente de calcio para las funciones metabólicas en el medio acuático con niveles bajos de este elemento. Poseían parches sensoriales a lo largo del borde y centro de su escudo protector de la cabeza, los cuales se usaban para localizar gusanos y otros organismos enterrados en el cieno.

## Dieta
Debido a que la boca de Cephalaspis estaba situada directamente bajo la cabeza, se piensa que pudo haberse alimentado filtrando sobre el lecho marino, de modo similar a los peces acorazados, gato o esturión. Movería su cabeza en forma de arado de lado a lado, agitando la arena y el lodo del fondo, al mismo tiempo revelando los escondites de sus presas, desenterrando gusanos y crustáceos ocultos en el lodo y entre las algas, así como hurgando detritos.

## Historia evolutiva y filogenia
Los creadores del documental Walking with Monsters sugirieron que Cephalaspis, o uno de sus relacionados fue un ancestro de los peces con mandíbulas y otros pertenecientes al subfilum Gnathostomata. 
Sin embargo, Cephalaspis pertenece a la clase Osteostraci, que se cree fue un grupo hermano de todos los vertebrados con mandíbula. Así, mientras Cephalaspis no fue un ancestro directo de los vertebrados con mandíbula, estos sin embargo compartieron un ancestro común.

## Galería

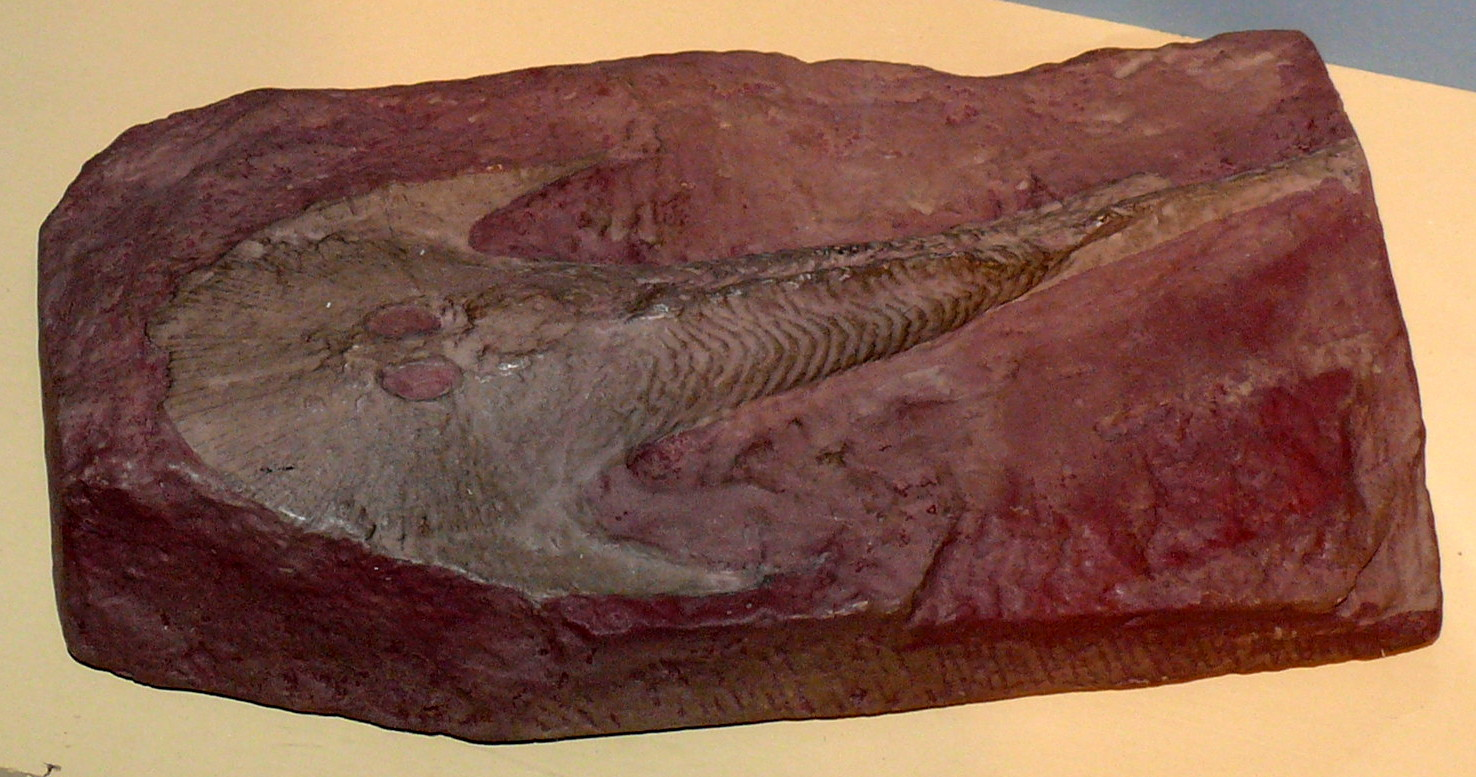
Fósil  de Cephalaspis
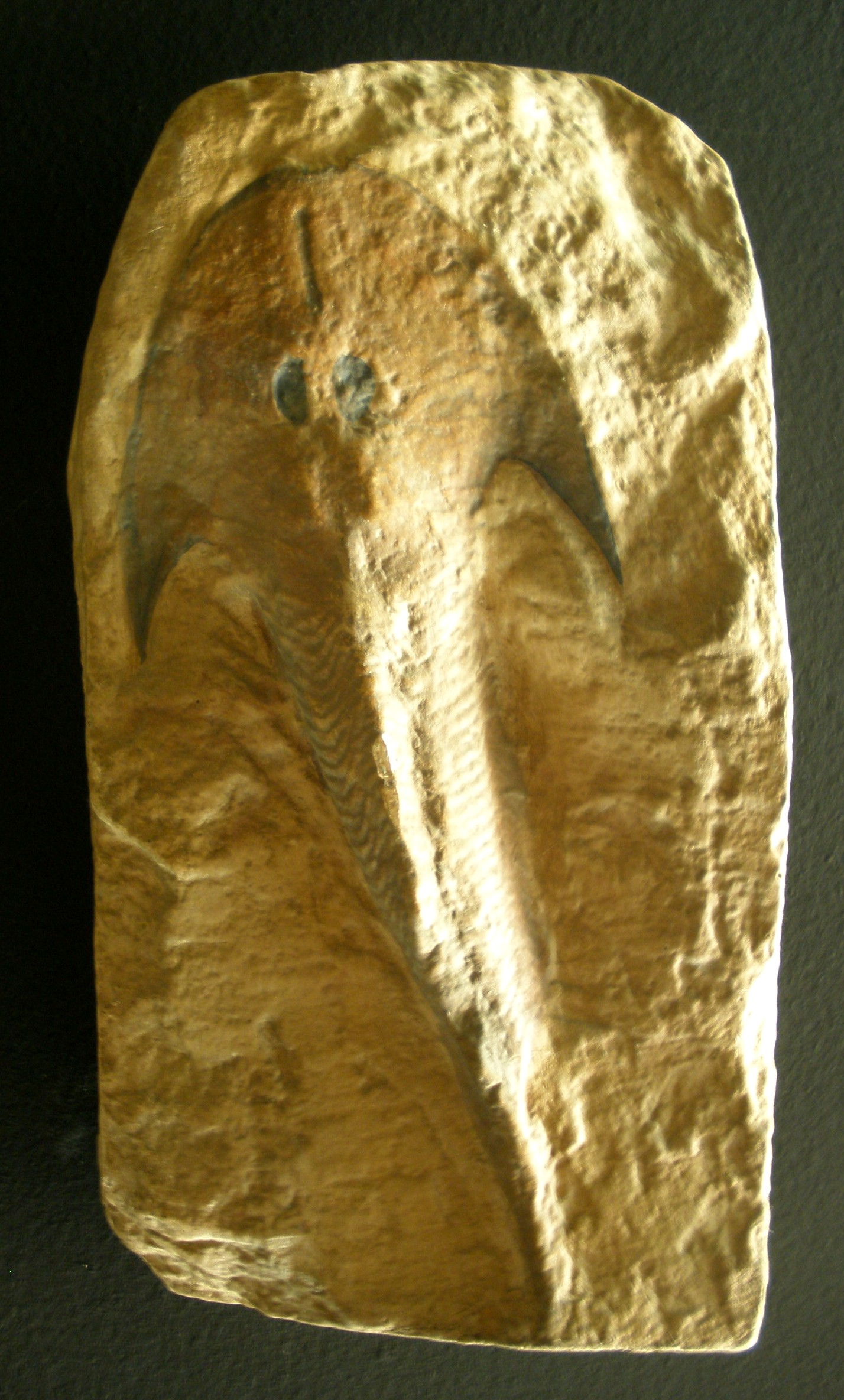
Fósil de un Cephalaspis.
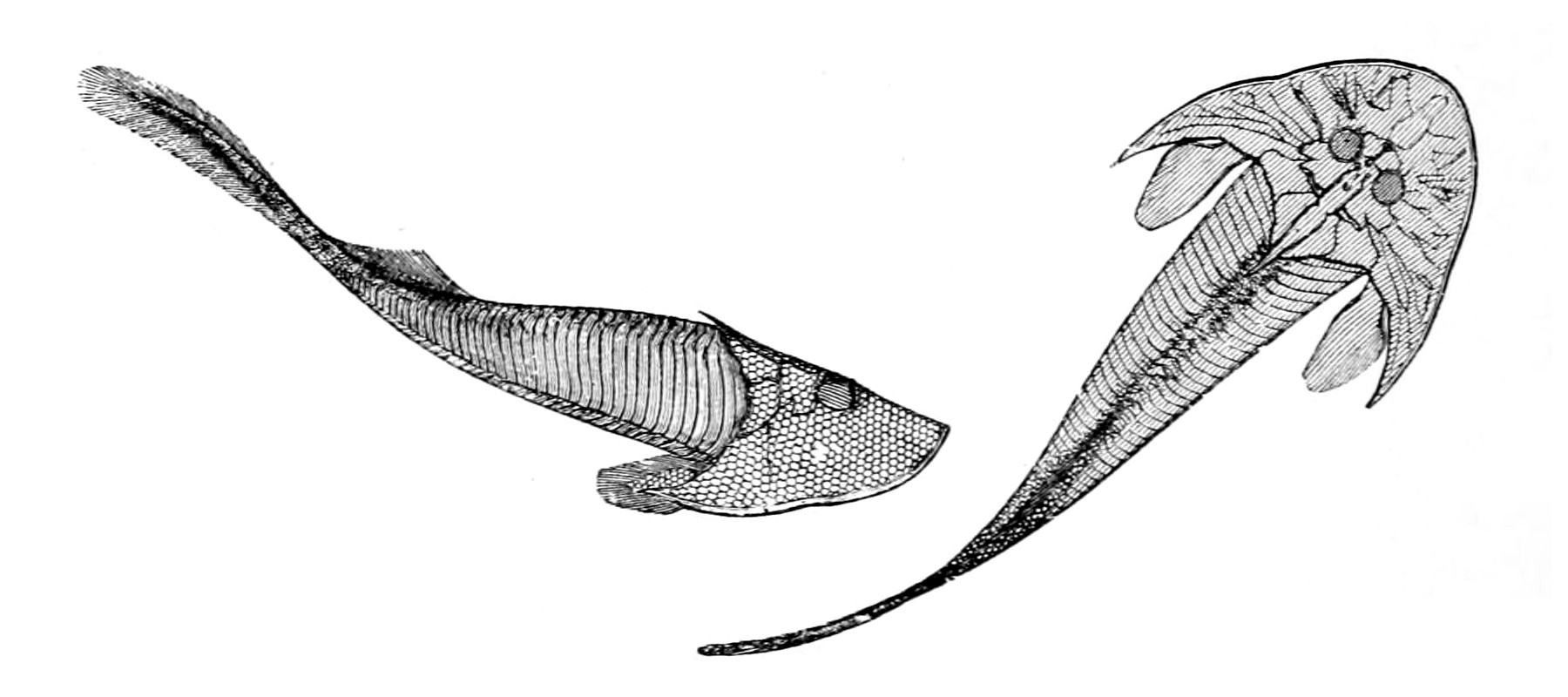
Cephalaspis lyellii.
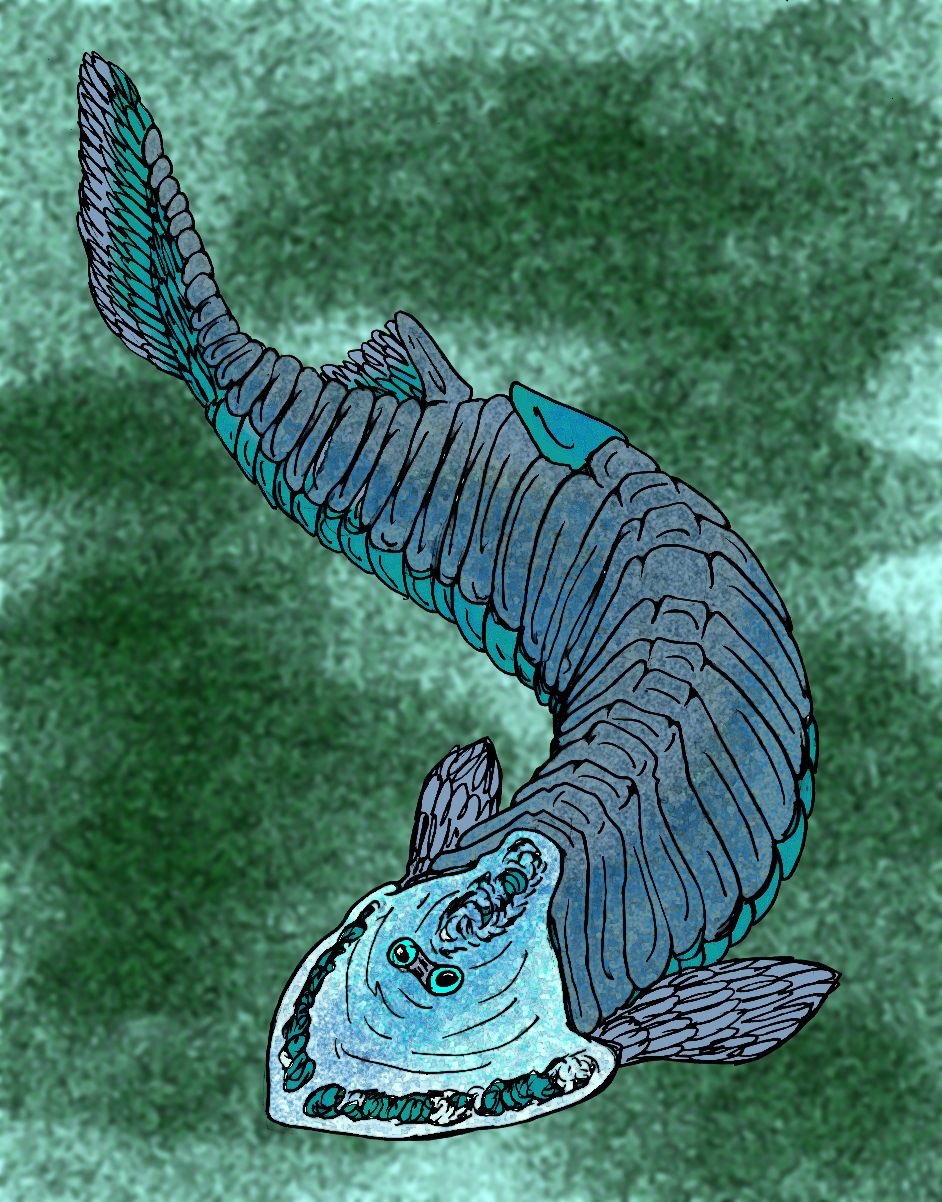
Cephalaspis.

## En la cultura popular
El Cephalaspis fue representado en el documental de la BBC Walking with Monsters del 2005, como descendiente del Haikouichthys. Además, forma parte de los ancestros de los animales vertebrados.